# 山口志道

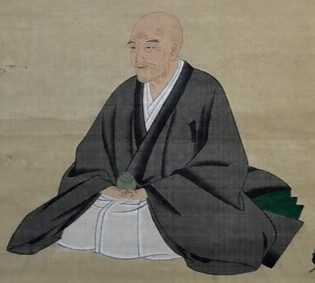
主税介義信(1853)『山口志道画像』。館山市立博物館蔵。

山口 志道（やまぐち しどう、明和2年（1765年） - 天保13年7月11日（1842年8月16日））は、江戸時代後期の国学者である。世界の起源は水と火にあるとし、それらの体系が日本語の五十音に反映されているとする「神代学」なる神秘主義的な思想を創始し、のちの言霊思想に大きな影響を与えた。

## 経歴

### 上京まで
明和2年（1765年）、安房国長狭郡寺門村（現：千葉県鴨川市寺門）で誕生する。出生名は長厚。山口家は古い家柄の農家であり、代々利右衛門を名乗った。また、屋号は「材木屋」であり、『安房先賢偉人略伝』は「昔は材木商であったかと思う」と記している。少年時代には近隣の寺である安国寺の和尚より漢籍を学び、寛政元年（1789年）、24～5歳ごろに江戸にのぼった。志道が誰に師事したかについては判然としない。『安房先賢偉人略伝』は、この間の志道について、「江戸にも遊学したり、郷里に於いて農業をしながら好きな学問をせられ、又附近の子弟などに教えられたこともあったと思う」と述べている。49歳の頃、同村の三上家より長兵衛なる人物を養子に取っている。
文化12年（1815年）、50歳のときに上総国古河の人である荷田訓之（かだののりゆき）なる人物と知り合う。訓之は算木有政（さんぎのありまさ）とも称した狂歌師であり、「稲荷古伝」なるものを志道に伝授した。「稲荷古伝」は、山城国伏見の稲荷山神社に伝わっていた古伝であるといい、社務の秦親友邸に残っていたものを荷田春満からその娘の蒼生子（たみこ）、訓之と伝授したものであるという。これは「天地万物をはじめ人の呼吸言語までも火と水によって成立っている」という説である。志道はこれをもとに神代学を創始したが、特に発展しなかった。

### 上京後
天保元年（1830年）、丹波国亀山の福井重次に案内され、神代学の弘布のために京都にのぼる。鎌田東二いわく、江戸においては平田篤胤や本居宣長門下の国学者が多く、発展の余地が少ないこともこの判断の理由となった。その後、大坂・亀山・大和・伊勢・近江などで講説をおこなった。天保2年（1831年）より福井邸で神代学を説明する『水穂伝』の執筆に取り掛かり、同5年（1834年）正月に完成させる。この前後より京都の公卿にもその名前を知られるようになり、白川伯家神祇伯雅寿王などとの交友をもつようになっている。天保4年（1833年）には聖護院宮に出入りして神代学にもとづく講義をおこなう。天保5年正月に、百人一首を富士山の形に書いたものを大西下総守に進上する。これは光格天皇の目に留まるところとなり、志道に院内の紅梅の枝を賜っている。京都の公卿のあいだで志道の名声は高まり、公家を中心に20人ほどが志道に入門した。また、紀州徳川家の徳川治宝に招かれ、和歌山にも赴いた。
天保13年（1842年）に病に伏せ、同7月11日（新暦8月16日）に死去。享年77歳。辞世の句は「今はくれ 明日はあくると思ひしに 遠きあしたの つゆときえゆく」。死後、「齋瑲霊神」の神号が贈られた。

## 思想
志道の神代学は、稲荷古伝および、代々山口家が伝えてきたという「布斗麻爾（ふとまに）」の法に立脚するという。『水穂伝』いわく、天地初発のときにあらわれた太初の凝（）が2極に分解し、父なる「火」と母なる「水」があらわれた。これが結合したのち、軽く澄んだものが「息」、重く濁ったものが「形」となる。うち、「息」が母胎を通じて高くあらわれたものが「音（こえ）」である。この音の体系としてあらわれるのが五十音であり、これを形としてあらわしたものが「形仮名」、すなわちカタカナである。志道はこのようにして「天地の水火（いき）」と「人間の水火（いき）」の照応関係を論じ、これが結合することによって言葉や文字がうまれると述べる。